# Phyllocnistis atractias
Phyllocnistis atractias är en fjärilsart som beskrevs av Edward Meyrick 1906. Phyllocnistis atractias ingår i släktet Phyllocnistis och familjen styltmalar. Inga underarter finns listade i Catalogue of Life.